# 加拉帕戈斯短鬚石首魚
加拉帕戈斯短鬚石首魚為輻鰭魚綱鱸形目鱸亞目石首魚科的其中一種，被IUCN列為次級保育類動物，分布東太平洋區的加拉巴哥群島海域，棲息深度可達18公尺，體長可達45公分，棲息在沿岸沙底質或岩石海域，可做為食用魚。